# Cargolet de l'illa de Clarión
El cargolet de l'illa de Clarión (Troglodytes tanneri) és una espècie d'ocell de la família dels troglodítids (Troglodytidae) que habita les garrigues i boscos de l'illa Clarión, a les Revillagigedo.